# 南蛮千鳥鉄
南蛮千鳥鉄（なんばんちどりてつ、なんばんちどりがね）とは、分銅鎖に分類されるもので捕具である。南蛮一品流で使用されている。単に千鳥鉄、一品流千鳥鉄とも呼ばれる。全長は1尺6寸。鉄筒の先端に厚さ2分の鋭い刃が付いた千鳥型の分銅が付いて分銅に繋がる1尺4寸の鎖が筒の中に収納され鎖の下端部に絹の肩紐が付いている。鎖分銅を収納した状態では1尺6寸程度のなえしとして使われ、鋭い千鳥型の分銅は刃を受けたり敵を切り裂いたりすることができる。鎖を振り回せば鋭い分銅で敵を襲い、全長3尺の鎖武器となり振り回すことにより威嚇する効果がある。